# سرکوبگر

اپرون لاک: 1: RNA پلیمراز، ۲: مهارکننده لاک، ۳: محرک، ۴: اپراتور، ۵: لاکتوز، 6: lacZ، 7: lacY، 8: lacA. بالا: ژن اساساً خاموش است. هیچ لاکتوزی برای مهار سرکوبگر وجود ندارد، بنابراین سرکوبگر به اپراتور متصل می‌شود، که مانع از اتصال RNA پلیمراز به پروموتر و ساخت لاکتاز می‌شود. پایین: ژن روشن است. لاکتوز مهارکننده را مهار می‌کند و به RNA پلیمراز اجازه می‌دهد تا به پروموتر متصل شود و ژن‌هایی را که لاکتاز را سنتز می‌کنند، بیان کند. در نهایت، لاکتاز تمام لاکتوز را هضم می‌کند، تا زمانی که هیچ چیزی برای اتصال به سرکوبگر وجود نداشته باشد. سپس سرکوبگر به اپراتور متصل می‌شود و ساخت لاکتاز را متوقف می‌کند.

در ژنتیک مولکولی، یک سرکوبگر (به انگلیسی: Repressor) یک پروتئین متصل به دی‌ان‌ای یا آران‌ای است که با اتصال به اپراتور یا خاموش‌کننده‌های مرتبط، بیان یک یا چند ژن را مهار می‌کند. یک سرکوبگر متصل به دی‌ان‌ای، اتصال آران‌ای پلیمراز به پروموتر را مسدود می‌کند؛ بنابراین، از رونویسی ژن‌ها به آران‌ای پیام‌رسان جلوگیری می‌کند. یک سرکوبگر اتصال به آران‌ای به mRNA متصل می‌شود و از ترجمه mRNA به پروتئین جلوگیری می‌کند. به این انسداد یا کاهش بیان، سرکوب (repression) می‌گویند.

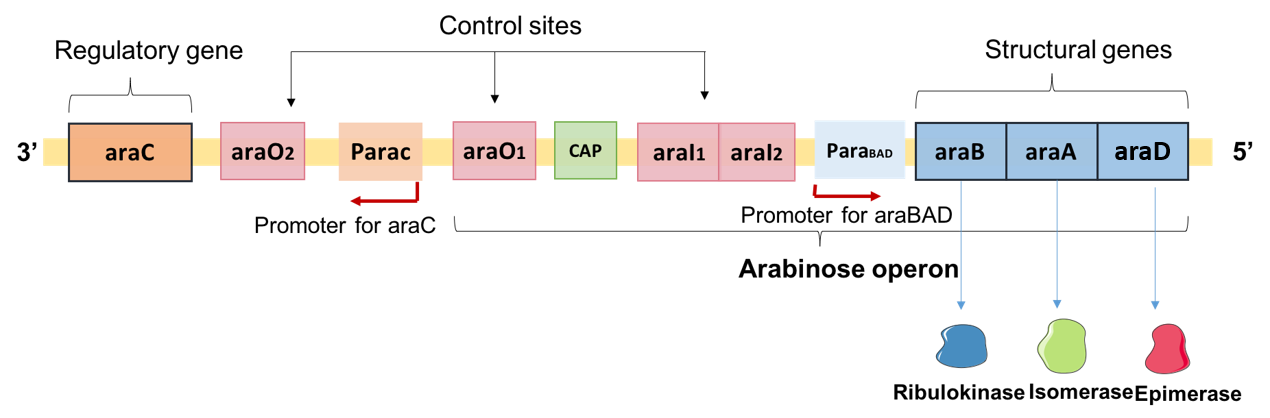
ساختار اپرون ال آرابینوز E. coli. این اثر توسط Yiktingg1 در ویکی‌مدیا بارگذاری شد.